# Sentier de grande randonnée Tour du Mont-Blanc
Pour les articles homonymes, voir TMB.
Ne doit pas être confondu ni avec le sentier de grande randonnée de pays Tour du Pays du Mont-Blanc, un autre itinéraire de randonnée, ni avec le Tour de Savoie Mont-Blanc, une course cycliste.
 (juillet 2016).
Si vous disposez d'ouvrages ou d'articles de référence ou si vous connaissez des sites web de qualité traitant du thème abordé ici, merci de compléter l'article en donnant les références utiles à sa vérifiabilité et en les liant à la section « Notes et références ».
Le sentier de grande randonnée Tour du Mont-Blanc ou GR Tour du Mont-Blanc, abrégé en Tour du Mont-Blanc ou TMB, est un sentier de grande randonnée en boucle autour du massif du Mont-Blanc, parcourant une distance d'environ 170 kilomètres avec 10 kilomètres de dénivellation totale en montée. L’itinéraire empiète alternativement sur les trois pays limitrophes : France, Italie et Suisse.

## Histoire
C'est en 1951 qu'est réalisé le GR Tour du Mont Blanc sur un parcours sportif et montagnard. L’année suivante, les sentiers GR sillonnent près de 1 000 km, tandis que Jean Loiseau édite Itinéraires de Corse, un recueil de parcours de montagne recouvrant une bonne part de l’actuel GR20.

## Description
Le TMB est considéré comme l'un des classiques de la randonnée de longue distance. Le parcours, circulaire, est normalement emprunté dans le sens antihoraire, sur une durée de 7 à 10 jours. Il constitue aussi l'itinéraire d'une course à pied d'ultra endurance annuelle en montagne (Ultra-Trail du Mont-Blanc), pendant laquelle les meilleurs parcourent la distance totale en moins de 24 heures. Les points de départ habituels sont Les Houches dans la vallée de Chamonix, Les Contamines dans le val de Montjoie (en France), Courmayeur dans le haut Valdigne en Italie et Champex ou un point près de Martigny en Suisse. L'itinéraire passe par huit vallées autour du massif du Mont-Blanc : vallée de l'Arve (ou de Chamonix), val Montjoie, vallée des Glaciers, val Vény, val Ferret italien, val Ferret suisse, val d'Arpette et vallée du Trient en Suisse.
L'itinéraire officiel a changé au cours des années et plusieurs variantes se sont développées en parallèle. Quelques-unes de ces variantes sont physiquement plus exigeantes et réclament davantage d'aisance et de vigilance. D'autres variantes offrent une option moins physique, sur un trajet plus court que l'itinéraire classique mais réservent moins de points de vue sur le massif. 
Une partie du sentier, entre le sommet du Brévent et le col de la Croix du Bonhomme, emprunte le sentier du GR 5, qui relie la mer du Nord à la mer Méditerranée. Un sentier de transition peut également être emprunté afin de rejoindre la Haute Route, plus proche de l'alpinisme, menant de Chamonix à Zermatt en Suisse.
Les points culminants du TMB sont en France le col des Fours, proche du  col de la Croix du Bonhomme, et  en Suisse la fenêtre d'Arpette, variante difficile et dangereuse pour des non-montagnards, tous deux à une altitude de 2 665 m.
Même si cette altitude ne présente pas de risque de mal aigu des montagnes pour la plupart des randonneurs, le profil du parcours reste néanmoins une épreuve qui ne doit pas être sous-estimée, réservée à des marcheurs expérimentés et équipés pour faire face, notamment, aux changements rapides des conditions météorologiques propres au milieu.

## Itinéraire

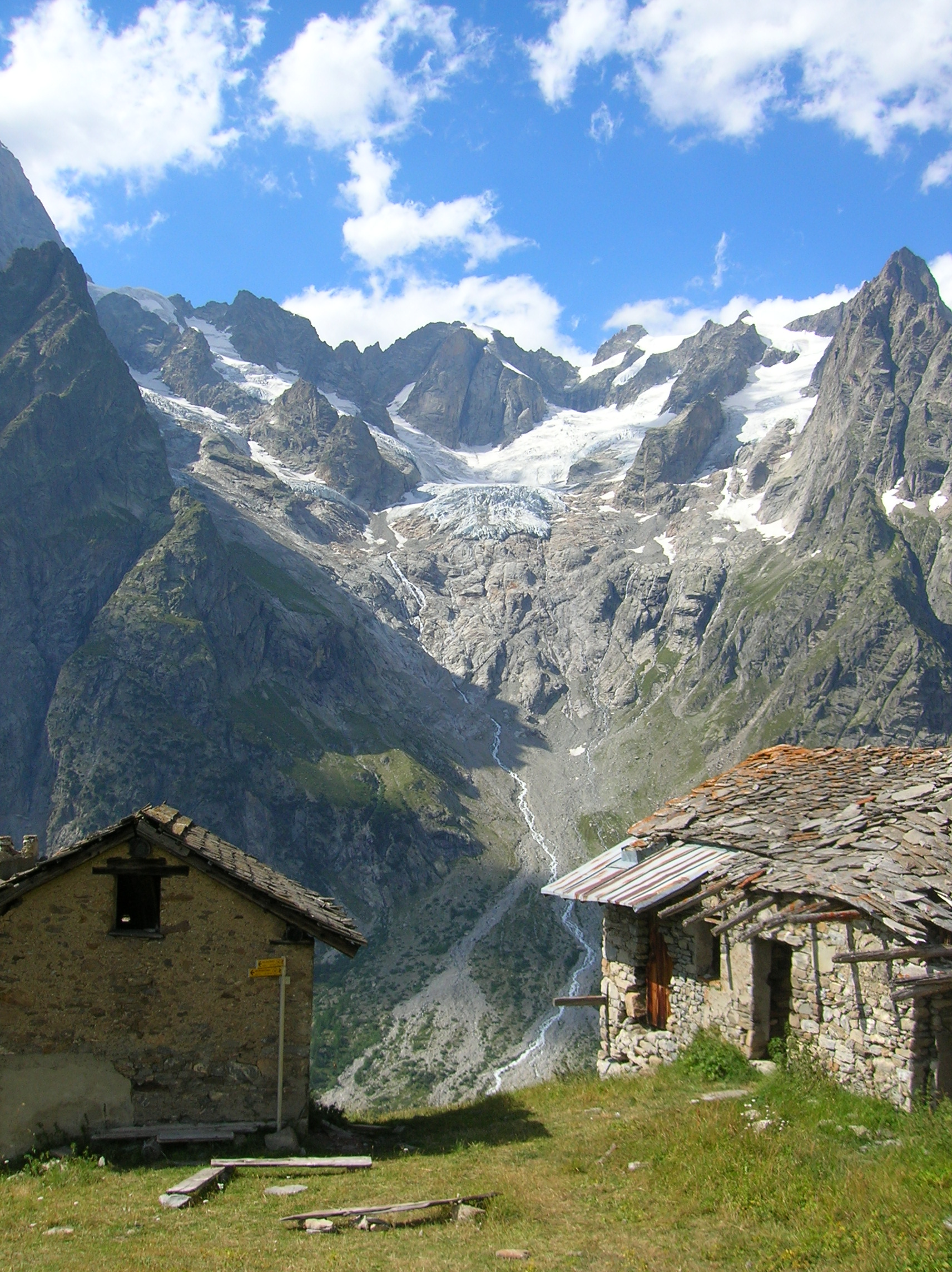
Vue panoramique du val Ferret valdôtain depuis le sentier du TMB.

En France, le TMB est représenté par ce logo.

Le randonneur est libre d'emprunter les multiples variantes que propose le parcours et de faire le tour dans le sens qui l'intéresse. Toutefois, un parcours-type et un sens habituel, inverse de celui des aiguilles d'une montre, semblent faire l'unanimité chez les randonneurs[réf. nécessaire].
Ce parcours, au départ des Houches (France), traverse ou passe à proximité des communes suivantes : Les Contamines-Montjoie, la ville des glaciers, Courmayeur (Italie), La Fouly (Suisse), Champex, Le Tour (France) et Chamonix-Mont-Blanc.
Il est constitué des étapes suivantes :
- départ : Les Contamines-Montjoie (France)
- étape 1 : refuge de Tré-la-Tête (France)
- étape 2 : refuge de la Croix du Bonhomme (France)
- étape 3 : refuge Elisabetta (Italie)
- étape 4 : refuge Giorgio-Bertone (it) (Italie)
- étape 5 : refuge Elena (Italie)
- étape 6 : Champex-Lac (Suisse)
- étape 7 : refuge du Col de Balme (France)
- étape 8 : refuge de la Flégère (France)
- étape 9 : Les Houches (France)
- retour : Les Contamines-Montjoie (France)